# 毛鸡矢藤
毛鸡矢藤（学名：Paederia scandens var. tomentosa）为茜草科鸡矢藤属下的一个变种。

## 扩展阅读
- 維基物種上的相關：毛鸡矢藤